# Псалом 2

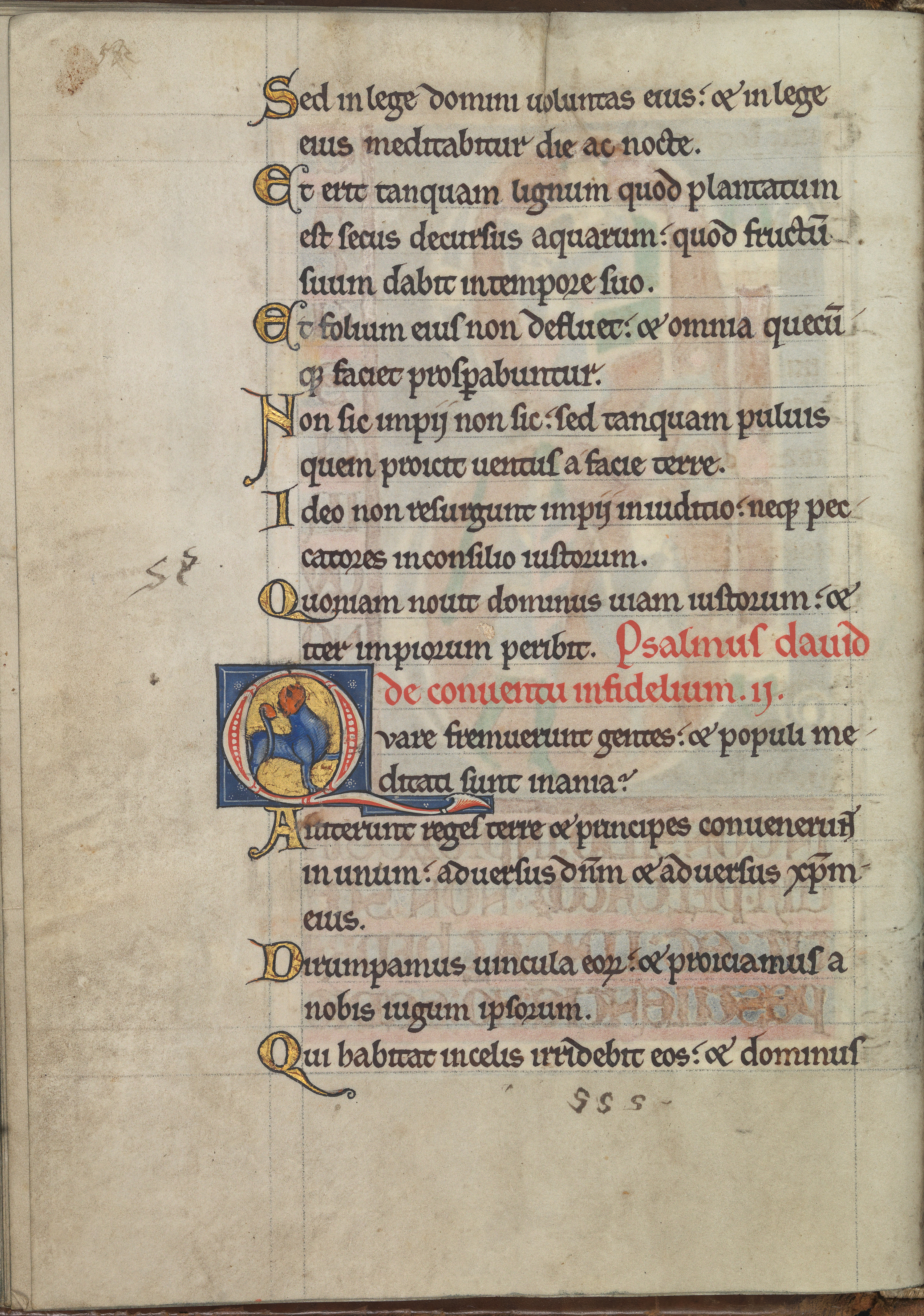
2-й псалом на листе из Псалтири Алиеоноры Аквитанской

Второ́й псало́м — нравоучительный (дидактический) псалом. 2-й псалом из книги Псалтирь вместе с предыдущим 1-м псалмом, представляет собой вступление ко всей книге в целом. Известен по латинскому инципиту Quare fremuerunt gentes, «Вскую шаташася языцы». Относят к «царским» псалмам (в центре которых — фигура царя). В христианской традиции также относят к «мессианским» псалмам. В иудаизме псалмы 1—2 являются предисловием «алфавитных» псалмов. Псалмы 1—2 изначально не входили в первую часть Псалтири (псалмы 3—40), а были добавлены значительно позднее.

## Надписание и авторство псалма
Псалом не имеет надписания ни в оригинальном еврейском тексте, ни в Септуагинте, ни в Вульгате, но в славянской Библии к нему имеется надписание «Псалом Давиду», которое перешло и в Синодальный перевод. Царь Давид признан автором псалма всеми толкователями, он упомянут в этом качестве также и в Новом Завете (Деян. 4:25).

## Содержание псалма
И в иудейской, и в христианской традициях данный псалом понимают как мессианское пророчество.
Псалом чётко делится на четыре части. Стихи 1—3 — «голос народов», противников Мессии. Стихи 4—6 — «голос Бога», возвещающий победу Мессии над его врагами. Стихи 7—9 — также голос Бога, но уже обращённый к Мессии как к главе Божьего царства. Стихи 10—12 — обращённый ко всем призыв псалмопевца уверовать и служить Богу и Его Помазаннику.
Некоторые места в оригинальном тексте псалма — трудны для понимания, особенно это относится к последнему стиху, начинающемуся словами נַשְּׁקוּ בַר‬. В Синодальном переводе это передано как «почтите Сына» (подразумевают Иисуса Христа), в Славянской Библии — «приимите наказание», в Септуагинте — «воспользуйтесь наставлением» (δράξασθε παιδείας), в Вульгате — «поклоняйтесь в чистоте» (adorate pure), последнего прочтения придерживается и еврейская традиция.

## Время написания псалма
В псалме предсказана неудача нападения врагов на царя, помазанника Божия, причиной которой является великое покровительство ему от Бога и обетование о том, что власть этого помазанника распространится даже по всему миру, поэтому и его настоящее царствование над святым Сионом будет непоколебимым. Святость же горы Сиона зависит от пребывания на ней Бога, видимым знаком чего служит присутствие на ней ковчега Завета, перенос которого на Сион описан в 2Цар. 6. Вслед за этим Давиду через пророка Нафана было дано обетование о будущем царствовании (2Цар. 7:12—16). Изображаемое в псалме восстание на Давида народов могло быть, например, войной с аммонитянами и сирийцами, одной из самых больших войн, происходивших при Давиде. Таким образом, исходя из содержания псалма и предположения, что автором его является царь Давид, можно считать, что этот псалом был написан после перенесения на Сион ковчега Завета по поводу данного Давиду обетования о его потомке во время войны с сирийцами и аммонитянами.

## Богослужебное использование
Православие
Стихи 11-й и окончание 12-го поют на воскресном всенощном бдении (стихословие 1-й кафизмы) как антифон с прибавлением трёхкратного «аллилуйя». Также псалом читают на службе первого часа в Великий Пяток. Также 2-й псалом поют в седмицу о мытаре и фарисее на вечерне, в сыропустную седмицу на вечерне, во время Великого поста, в Благовещение на утрени. Отдельные стихи псалма поют по разным случаям.
Иудаизм
Псалмы 1—2 — единый псалом, так как 1-й псалом начат словом «блажен», а 2-й псалом окончен словом «блажен». Псалмы 1—2 являются предисловием ко всей группе «алфавитных» псалмов: 9, 10, 24, 33, 36, 110, 111, 118, 144.
2:1 «зачем мятутся народы, и племена замышляют тщетное» произносят в составе молитв, завершающих утреннее богослужение будней
Католицизм
По уставу святого Бенедикта, псалмы 1—2 пели на Prima (в первый час, см. Литургия часов) в понедельник.